# 986
Cette page concerne l'année 986  du calendrier julien.
L'année 986 est une année commune qui commence un vendredi.

## Événements
- 2 mars : début du règne de Louis V le Fainéant (né en 967), dernier Carolingien régnant en Francie occidentale (fin en 987), sacré à Compiègne en 979[1].
- Mars-juin : en Chine, défaite de l’expédition de l'empereur Song Taizong contre les Khitans[2].
- Été : le navigateur islandais Bjarni Herjólfsson, parti d'Islande pour le Groenland, dérive plus à l'ouest et aperçoit peut-être les côtes d'Amérique du Nord[3].
- 17 août : échec de Basile II contre les Bulgares de Samuel Ier à la bataille des Portes de Trajan (Trayanovi Vrata, près de Sofia)[4]. L’empire bulgare atteint la mer Noire. Après sa victoire, le tsar Samuel se tourne contre la Dalmatie. Il occupe le port de Dyrrachium et le littoral de l’Albanie. Il assiège tour à tour les villes dalmates de Cattaro, Raguse, Spalato, Traù et Zara, qui résistent, mais leur territoire est mis à sac et incendié, puis se tourne vers la Dioclée, alliée de Byzance, qu'il occupe (986-989)[5].
- 1er novembre : date probable de la mort d'Harald à la Dent bleue[6]. Selon Adam de Brême, son fils Sven à la barbe fourchue  s'est révolté et Harald a dû fuir chez les Wendes. Il meurt aussitôt. Sven devient roi de Danemark (fin de règne en 1014)[7].

- Bataille du détroit de Hjörung[8] : Olav Trygvesson, descendant de Harald Ier Haarfarger, mène une attaque contre l’île de Bornholm[9].
- Cosenza est ravagée par les Sarrasins[10].